# Stazione di Jakobsbad
La stazione di Jakobsbad (in tedesco Bahnhof Jakobsbad) è una stazione ferroviaria nella località omonima nel distretto svizzero di Gonten sulla linea Gossau-Appenzello.

## Storia
La stazione fu attivata il 16 agosto 1885, in occasione dell'apertura della tratta Urnäsch-Gontenbad della ferrovia Gossau-Appenzello.

## Strutture e impianti
La stazione dispone di 2 binari dotati di marciapiede per il servizio passeggeri. È dotata di un fabbricato viaggiatori con un tipico tetto a capanna.

## Movimento
La stazione è servita da treni ogni 30 minuti (e che fermano su richiesta) sulla linea S23 (relazione Gossau - Wasserauen) della rete celere di San Gallo.

## Servizi
- Sala d'attesa

## Interscambi
- Fermata cabinovia (fermata omonima, Jakobsbad - Kronberg)[5][6]